# Велоспорт на Всеафриканских играх 1978
Велоспорт на Всеафриканских играх 1978.

## Обзор
Соревнования прошли в июле 1978 года в городе Алжире, столице Алжира. Программа Игр включала по две дисциплины шоссейного и трекового велоспорта. По одной личной и командной в каждом виде. Было разыграно четыре комплекта медалей. Все среди мужчин.
По сравнению с предыдущими Играми в программу Игр впервые вошли трековые дисциплины. Шоссейная часть программы осталась без изменений.
Всего медали завоевали представители трёх стран. Хозяева Игр взяли медали во всех четырёх дисциплинах.

## Медалисты

### Шоссе

#### Мужчины
| Дисциплина                           | Золото                  | Серебро                                                      | Бронза               |
| ------------------------------------ | ----------------------- | ------------------------------------------------------------ | -------------------- |
| Групповая гонка                      | Мохаммед Адлауи Марокко | Мустафа Неджари Марокко                                      | Дэвид Эль Аичи Алжир |
| Командная гонка с раздельным стартом | Ливия 0                 | Алжир Азиз Махди Малек Хамза Абделькадер Шаабан Мустафа Абди | Марокко 0            |

### Трек

#### Мужчины
| Дисциплина                    | Золото            | Серебро       | Бронза                  |
| ----------------------------- | ----------------- | ------------- | ----------------------- |
| Гит на 1000 м                 | Хамза Фарук Алжир | Гариани Ливия | Мустафа Эль Буи Марокко |
| Командная гонка преследования | Алжир             | Ливия         | Марокко                 |

## Медальный зачёт
*   Принимающая страна (Алжир)
| Место          | Страна         | Золото | Серебро | Бронза | Всего |
| -------------- | -------------- | ------ | ------- | ------ | ----- |
| 1              | Алжир*         | 2      | 1       | 1      | 4     |
| 2              | Ливия          | 1      | 2       | 0      | 3     |
| 3              | Марокко        | 1      | 1       | 3      | 5     |
| Всего стран: 3 | Всего стран: 3 | 4      | 4       | 4      | 12    |